# Diecezja Beja
Diecezja Beja (łac. Dioecesis Beiensis) – diecezja Kościoła rzymskokatolickiego w Portugalii. Należy do metropolii Évory. Została erygowana 10 lipca 1770.

## Główne świątynie
- Katedra: Katedra św. Jakuba Starszego w Beji

## Biskupi diecezjalni
- Manuel do Cenáculo Villas Boas TOR (1770–1802)
- Francisco Leitão de Carvalho OCist (1802–1806)
- Joaquim do Rosário Vieira OFMRef (1807–1808)
- Luís da Cunha de Abreu e Melo (1820–1833)
- Manuel Pires de Azevedo Loureiro (1844–1848)
- José Xavier de Cerveira e Sousa (1849–1859)
- José António da Mata e Silva (1859–1860)
- Antonio da Trindade de Vasconcellos Pereira de Melo (1861–1863)
- Antonio Saverio de Souza Monteiro (1883–1906)
- Sebastião Leite de Vasconcellos (1907–1919)
- José do Patrocinio Dias (1920–1965)
- Manuel Dos Santos Rocha (1965–1980)
- Manuel Franco da Costa de Oliveira Falcão (1980–1999)
- António Vitalino Dantas OCarm (1999–2016)
- José Marcos (2016–2024)
- Fernando Paiva (2024–nadal)